# Sean Arnold
Sean Arnold (Gloucestershire, 30 gennaio 1941 – Jersey, 15 aprile 2020) è stato un attore britannico.

## Filmografia parziale

### Cinema
- Attacco: piattaforma Jennifer (North Sea Hijack), regia di Andrew V. McLaglen (1979)
- Ricordo, regia di Colin Gregg (1982)
- Cacciatori del profondo (1984)
- Un piede in paradiso, regia di E.B. Clucher (1991)
- Rosa rossa (2005)

### Televisione
- Grange Hill – serie TV, 13 episodi (1970-1980)
- Olocausto (Holocaust), regia di Marvin J. Chomsky – film TV (1978)
- L'asso della Manica (Bergerac) – serie TV, 72 (1981-1991)
- Ricerca della terra 2 (1982)
- James il gatto – serie TV animata, voce (1984)
- Doctors – serie TV, 18b episodi (2000)

## Doppiatori italiani
Nelle versioni in italiano delle opere in cui ha recitato, Sean Arnold è stato doppiato da:
- Piero Leri in L'asso della Manica
- Luciano Roffi in Un piede in paradiso
- Sergio Di Stefano in Casa Saddam